# Steve Bloomer
Stephen Bloomer, más conocido como Steve Bloomer, (Cradley, Worcestershire, Inglaterra, 20 de enero de 1874 - Derby, Derbyshire, Inglaterra, 16 de abril de 1938) fue un futbolista inglés. Jugó con el Derby County Football Club de 1892 hasta 1906 y de 1910 hasta 1914, jugando con el Middlesbrough Football Club entre ambos periodos. En la liga inglesa marcó 317 goles, el segundo que más goles ha marcado solo por detrás de Jimmy Greaves. Actualmente, el himno del Derby County se llama «Steve Bloomer’s Watchin» (Steve Bloomer está mirando).
Con la Selección Inglesa, Bloomer fue internacional con Inglaterra en 23 ocasiones y marcó 28 goles. 
Steve Bloomer fue un prisionero de guerra, estuvo en un campo de prisioneros durante 1914 y 1918 y participó en diversas actividades deportivas organizadas por los mismos prisioneros. 

## Infancia y carrera con clubes

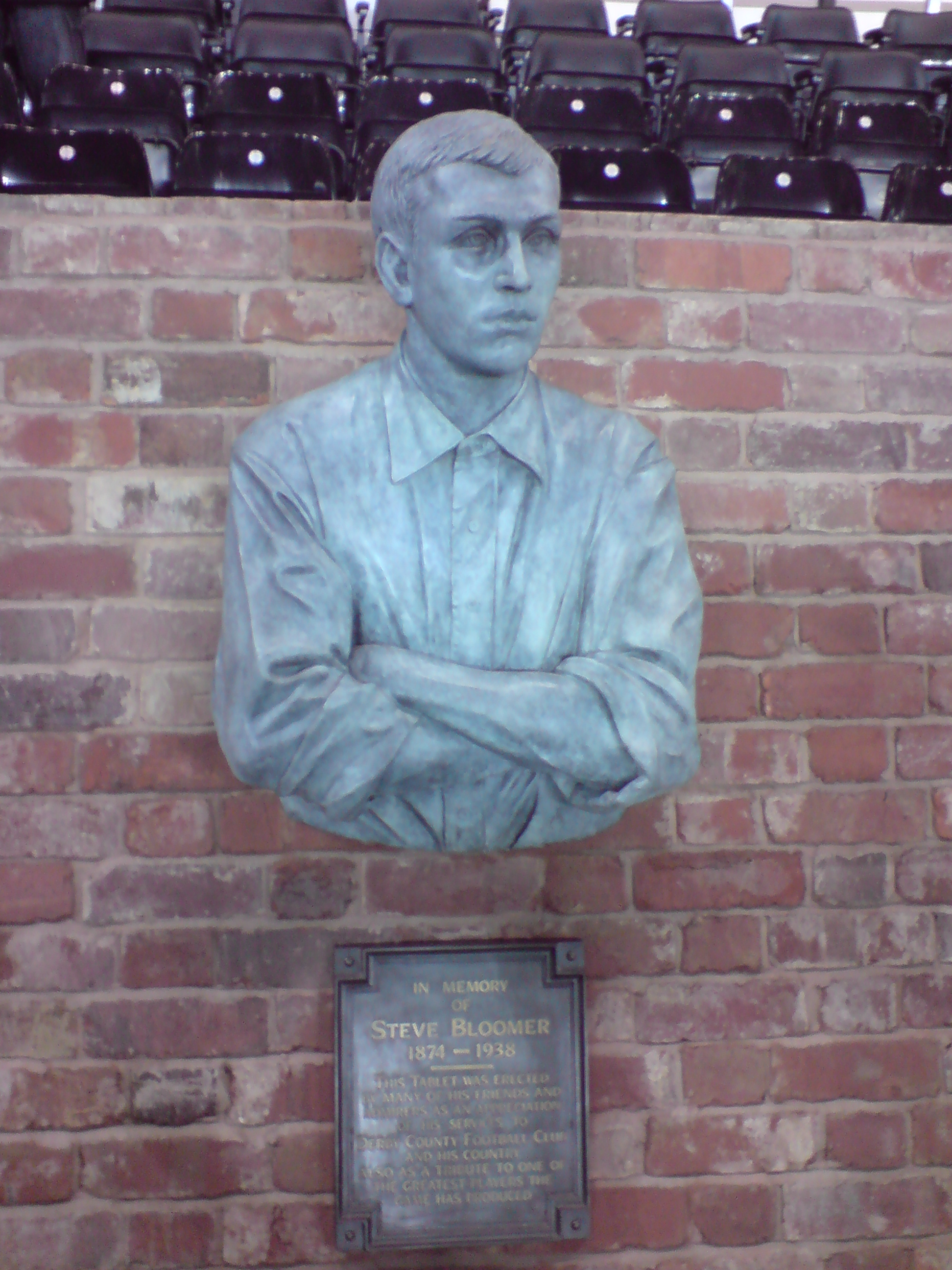
Estatua de Steve Bloomer en Pride Park, el estadio del Derby County.

Bloomer nació en Cradley, Worcestershire, hijo de Merab Dunn y Caleb Bloomer. Cuando era joven su familia dejó Cradley para trasladarse a Derby. En el equipo de fútbol de su colegio, el Saint James, logró marcar 14 goles en un solo partido. Entró a formar parte del Derby County Football Club en 1892 y jugó su primer partido en la liga contra el Stoke City, el 3 de septiembre de 1892.
El Derby fue subcampeón de la temporada 1895-96, 4 puntos por detrás del Aston Villa. Bloomer fue el mejor delantero de la temporada 1896-97 con 22 goles, pero su club terminó en tercer puesto.  El Derby perdió la final de la FA Cup de 1898 con un resultado de 3-1 a favor de su rival el Nottingham Forest pero Bloomer marcó el gol del Derby. Además fue el mejor delantero en la temporada 1898-99 con 23 goles, pero el Derby perdió la final de la FA Cup de 1899 por 4 goles a 1 contra el Sheffield United. En la temporada 1900-01 marcó 23 goles, siendo el mejor en la liga y marcó el mismo número de tantos en la temporada 1903-04. No jugó en la final de la FA Cup de 1903, en la que el Derby perdió 6-0 contra el Bury Football Club.
En marzo de 1906 Bloomer fichó por el Middlesbrough Football Club por 750£ después de 376 partidos y 240 goles con Derby. Posteriormente volvió al Derby en 1910 y ganó su segunda liga en 1912 a la edad de 37 años.

## Selección nacional
El primer partido de Bloomer para la Selección Inglesa fue el 9 de marzo de 1895 contra la Irlanda en Derby. Marcó dos goles y su equipo ganó 9-0. Bloomer marcó 20 goles en sus primeros 10 partidos y terminó con 28 goles en 23 partidos, incluidos sus cinco goles contra la selección de Gales el 16 de marzo de 1896 en una victoria por 6-1 en Cardiff.

## Prisionero en Alemania
Después de retirarse como futbolista, Steven se fue a Alemania en 1914 para entrenar al Berliner SV 92, 3 semanas después de su llegada estalló la Primera Guerra Mundial. Varios jugadores británicos fueron internados en el Campo de internamiento de Ruhleben, entre ellos se encontraba Steve Bloomer.
El campo de prisioneros se situaba en una antigua pista de carreras de caballos y debido a eso se usó al deporte como un método de distracción, en ese periodo Fred Pentland organizó la Asociación de Fútbol Ruhleben, se llevaron a cabo competiciones de liga y copa donde en los juegos más importantes llegaban a tener más de 1.000 espectadores. Los equipos adoptaron nombres de equipos ya establecidos como el Tottenham Hotspur y el Oldham Athletic, en noviembre de 1914 Steven Bloomer capitaneó al Tottenham en la final de la copa, donde salió victorioso. Bloomer también jugó al cricket por la Liga de Cricket de Ruhleben , además del atletismo por los Juegos Olímpicos de Ruhleben.
Steven cuando dejó el Campo de internamiento de Ruhleben en marzo de 1918, se organizó un partido de fútbol en su honor. Finalmente Bloomer fue enviado a Países Bajos, fue contratado como entrenador del FC Blauw-Wit Ámsterdam y no se le permitió volver a su país natal hasta que finalice la guerra. Tiempo después de lo sucedido en Ruhleben, Steven Bloomer dijo: "Yo y muchos otros no hubiéramos sobrevivido sin el fútbol".

## Entrenador
Una vez recobrada la libertad después de la Primera Guerra Mundial, inició su carrera de entrenador en los Países Bajos, hasta que en 1923 recaló en Irún para dirigir al Real Unión, uno de los fundadores de la Primera División de España y que actualmente milita en la Segunda División B.
Donde dejó su sello en una campaña muy exitosa, que culminó con el tercer título de Copa de los cuatro que obtuvo el club fronterizo

## Clubes
| Club                | País       | Año       | Partidos | Goles |
| ------------------- | ---------- | --------- | -------- | ----- |
| Derby County F. C   | Inglaterra | 1891-1906 | 375      | 238   |
| Middlesbrough F. C. | Inglaterra | 1906-1910 | 125      | 59    |
| Derby County F.C    | Inglaterra | 1910-1914 | 98       | 53    |